# Harada Yusuke
Yusuke Harada (sinh ngày 17 tháng 5 năm 1991) là một cầu thủ bóng đá người Nhật Bản.

## Sự nghiệp câu lạc bộ
Yusuke Harada đã từng chơi cho FC Gifu.